# 누하크 품사반
누하크 품사반(라오어: ໜູຮັກ ພູມສະຫວັນ 누하크 품사반, 태국어: หนูฮัก พูมสะหวัน, 1910년 4월 9일~2008년 9월 9일)은 라오스의 공산주의 정치인이자, 오랜 기간 파테트 라오의 혁명가였으며, 1992년부터 1998년까지 라오스의 국가주석을 지냈다.